# Flumeri
Flumeri là một đô thị (comune) thuộc tỉnh Avellino trong vùng Campania của Ý. Flumeri có diện tích km2, dân số là người (thời điểm ngày 1/5/2009).